# Albert Olsen
Albert Georg Olsen (16. maj 1890 i Roskilde – 16. oktober 1949 i København) var en dansk historiker, forfatter og kommunalpolitiker. Han var gift med Agnete Olsen og far til politikeren Erling Olsen, arkæologen Olaf Olsen og bankdirektøren Sverre Olsen.

## Uddannelse og karriere
Den 23. juli 1926 blev han gift med Agnete Olsen i Helsingør mod hendes forældres ønske.
Albert Olsen var søn af en lokomotivfører og var uddannet maskinarbejder. Han blev som 30-årig mag.art. i historie.
Han blev med stillingsbetegnelsen docent ansat 1. januar 1930 som den første underviser i historie ved Aarhus Universitet. Samme år blev han dr.phil. med disputatsen Studier over den danske Finanslov 1850-1864. 1. august 1931 blev docenturet omdannet til et professorat, som Albert Olsen trak sig fra med udgangen af 1936, da han blev professor ved Københavns Universitet i skarp konkurrence med Vilhelm la Cour, der senere kom med voldsomme anklager mod professor Erik Arup, der var medlem af bedømmelseskomiteen.

### Forskning
Som historiker var han discipel af Erik Arup og mente som han, at økonomisk historie stod for den egentlige videnskabeliggørelse af historiefaget.
I 1936 skrev han bogen Danmark-Norge i Det 18. Aarhundrede, hvori handel, håndværk og manufakturer - herunder spørgsmålet om det såkaldte kornmonopol - spiller en fremtrædende rolle. Bogens sidste del former sig delvist som en imødegåelse af norske historikeres påstande om, at Norge blev stedmoderligt behandlet af regeringen med sæde i København. Tværtimod, hævder Albert Olsen, "at Styrkeforholdet mellem de to Riger forrykkedes derigennem, at Kapitalakkumulationen - den materielle Baggrund for det 18. Aarhundredes Emancipation fra Enevælden henimod Demokrati - steg meget betydelig i Norge under de gunstige Konjunkturer i Slutningen af det 17. Aarhundrede." Han tilslutter sig, at centraliseringen af styret stækkede lokaladministrationen i Norge og gav anledning til udbredt utilfredshed, men mener at den merkantilistiske monopolpolitik "sikkert har bidraget til under visse Forhold at stabilisere begge Landes Økonomi. Det må imidlertid ikke glemmes, at Monopolernes Virkninger ikke blot var nationale men også sociale, idet de var til Fordel for visse Klasser i begge Lande og til Skade for andre."

### Tillidshverv
Fra 1939 var Albert Olsen medlem af bestyrelsen for Den danske historiske Forening og fra 1945 dens formand. Fra 1940 var han formand for Dansk-Russisk Samvirke. Han var også en drivkraft i stiftelsen af Instituttet for lokalhistorisk Forskning, der blev stiftet 12. maj 1943, men aldrig rigtig blev til noget. Måske fordi Albert Olsen i 1943 flygtede til Sverige, hvor han opholdt sig resten af krigen som ansat ved universitetet i Göteborg. 12. februar 1945 blev han medlem af Det kongelige danske Selskab for Fædrelandets Historie.

## Marxist
Ideologisk var Albert Olsen marxistisk præget og befandt sig på Socialdemokratiets venstrefløj. I 1931 stillede han op for Socialdemokratiet som folketingskandidat i Odderkredsen, og i 1933 blev han valgt ind i Aarhus Byråd.

## Forfatterskab
- Klassernes udvikling, Socialisten nr. 10 og nr. 11, København 1929
- Studier over den danske Finanslov 1850-1864, København 1930
- Bybefolkningen i Danmark paa Merkantilismens Tid, Aarhus 1932 (optrykt 1975 ISBN 87-7500-845-9)
- Antisemitisme og Racedogme i moderne tysk Politik, Aarhus 1933
- Danmark-Norge i det 18. Aahundrede, Gyldendal: København 1936
- Kampen om Kolonierne : fra Opdagelsernes Tid til vore Dage, København 1939
- Hustømrerfaget gennem Tiderne : Festskrift udg. af Dansk Tømrer-Forbund i Anledning af 50 Aars Jubilæet 18. Maj 1940, Rønne 1940

### På internettet
- Albert Olsen: "Steffen Rodes Regnskabsbog over Studehandel 1637—1650" (Historisk Tidsskrift, 9. række, Bind 1; 1918)
- Albert Olsen: "Nogle Synspunkter for dansk merkantilistisk Erhvervspolitik" (Scandia, Band III; 1930, s. 223-273)
- Albert Olsen (anmeldelse af): "Industriens Historie i Danmark, udgivet af Axel Nielsen. I. Aksel E.Christensen: Tiden indtil c. 1730 (Kbh. 1943)" (Historisk Tidsskrift, 10. række, Bind 6; 1942)